# Capitaine Massoteau
Pour les articles homonymes, voir Massoteau.
Capitaine Massoteau, né en Guadeloupe, est le commandant de la place d'armes de Basse-Terre en janvier 1802. Il se rallie aux insurgés combattants, contre le rétablissement de l'esclavage, les troupes napoléonnienes menées par Antoine Richepanse. Il est présumé mort en mai 1802, noyé au cours du trajet conduisant les rebelles vers la Basse-Terre où résistent les abolitionnistes autour de Louis Delgrès.

## Biographie
Massoteau est un métis sang-mêlé (Blanc/Caraïbes/Noir), juridiquement il est libre de couleur à la peau très claire. Il se présente comme un descendant du peuple caraïbe.
Le 17 novembre 1794, l'expédition des commissaires de la Convention nationale Goyraud et Lebas quitte Brest.  A son bord Massoteau est Capitaine du 2e bataillon des Antilles avec Louis Delgrès et Magloire Pélage. Il débarque en Guadeloupe le 6 janvier 1795. En septembre 1798, il est capitaine d'une compagnie du 1er bataillon, détachée à Trois-Rivières. En 1799 il est aide de camp de Louis-François Jeannet, puis de Jean-Baptiste Raymond de Lacrosse en 1801, il dirige également une compagnie du 2e bataillon. Il ne participe pas à la journée de révolte du 21 octobre 1801 contre Lacrosse qui pourtant le qualifiera de "néo-jacobin" (anarchiste).
Le 7 janvier 1802, Pélage lui attribue le commandement du fort Saint-Charles, il prend le commandement de la place de Basse-Terre après Delgrès. Le 15 février, à la suite de l'arrivée des soldats français dans les dépendances, Delgrès et lui arrêtent 12 officiers blancs de la garnison de Basse-Terre. Ils ordonnent à un officier blanc de mettre en joue les prisonniers afin de tester sa capacité à lutter contre les français en cas de conflit. L'officier refuse, tous les officiers blancs sont alors déportés de l'Île. Ils menacent par la suite de mettre à feu et à sang la ville si les basse-terriens accueillent Lacrosse,.
En mars, par ordre de Magloire Pélage, se méfiant de son comportement trop autonome à Basse-Terre, il est relevé de ses fonctions par le Capitaine Gédéon. Il retrouve à Pointe-à-Pitre le commandement d'une compagnie du 2e bataillon . 
Ne voulant se soumettre au général Richepance[réf. nécessaire], il fuit avec 200 hommes dont Joseph Ignace la nuit du 7 mai en bateau par Petit-Canal afin de rallier Basse-Terre mais disparaît en mer, noyé. Cependant, une lettre de Lacrosse au gouverneur de Saint-Thomas (Îles Vierges américaines) datée du 21 octobre 1802, demandera l'arrestation de Massoteau pensant que ce dernier se serait réfugié, avec Danois, dans cette colonie danoise.

## Voir